# علی‌اصغر حسنی
علی‌اصغر حسنی (زادهٔ ۱۳۳۷ در گراش) نمایندهٔ حوزهٔ انتخابیهٔ لارستان و خنج و گراش در دورهٔ هشتم مجلس شورای اسلامی بوده‌است همچنین در شرکت برگ سبز مطهر گراش نیز رد پایی از او بجا مانده است.